# Cosina CX-2
La Cosina CX-2 és una càmera compacta amb exposició automàtica que utilitza pel·lícula de 35mm. Aquesta, va ser llançada el mercat el 1981, substituint a la CX-1.
Existeix una còpia d'aquesta càmera, la qual s'anomena Lomo LC-A, amb algunes diferències a l'objectiu i disparador.

## Característiques
Aquest model incorpora un sistema d'exposició automàtica que determina la velocitat d'obturació. Les velocitats d'obturació van d'1/500 a 2 segons i el rang d'obertura es pot seleccionar en automàtic o en manual, podent seleccionar des de f/2.8 a f/16. L'ASA de la pel·lícula s'ha de seleccionar a la part frontal de la càmera mitjançant un dial.

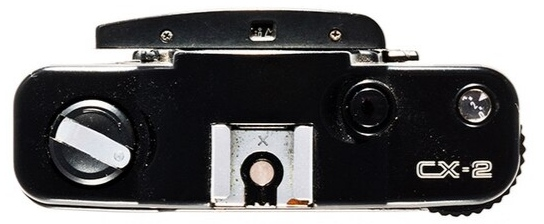
Vista zenital de la Cosina CX-2

La càmera pot funcionar en automàtic o amb prioritat a l'obertura, seleccionant l'obertura desitjada i la càmera seleccionant automàticament el temps d'exposició.
La CX-2 porta un objectiu Cosinon 35mm f/2.8, el qual s'enfoca amb una palanca, que indica en metres la distància d'enfocament. Aquí, es pot seleccionar l'enfocament a 0,9 metres, 1,5m, 3m o infinit.
També disposa d'un mode de flaix, que permet a l'usuari triar l'obertura del diafragma, fixant automàticament la velocitat d'obturació a 1/45 segons. A més, també inclou un disparador amb temporitzador de 8 segons de retard.
Cosina va fabricar la CX-2 per vàries empreses, entre elles l'alemana Porst que va anomenar a la càmera CM-135 Auto. També la va fabricar per l'empresa japonesa Petri sota el nom de PX-1.
La llum verda del visor s'il·lumina només per informar que la bateria està en bon estat i funcionant. La llum vermella s'encén per indicar que la velocitat d'obturació necessària per a una correcta exposició està per sota d'1/60.

## Diferències respecte a la Lomo LC-A
La CX-2 consta de disparador amb temporitzador i incorpora un objectiu de 35mm, en lloc d'un de 32mm. L'objectiu de la Cosina és de millor qualitat òptica, però té una distància mínima d'enfocament de 0,9 metres en lloc dels 0,8 metres de la Lomo.

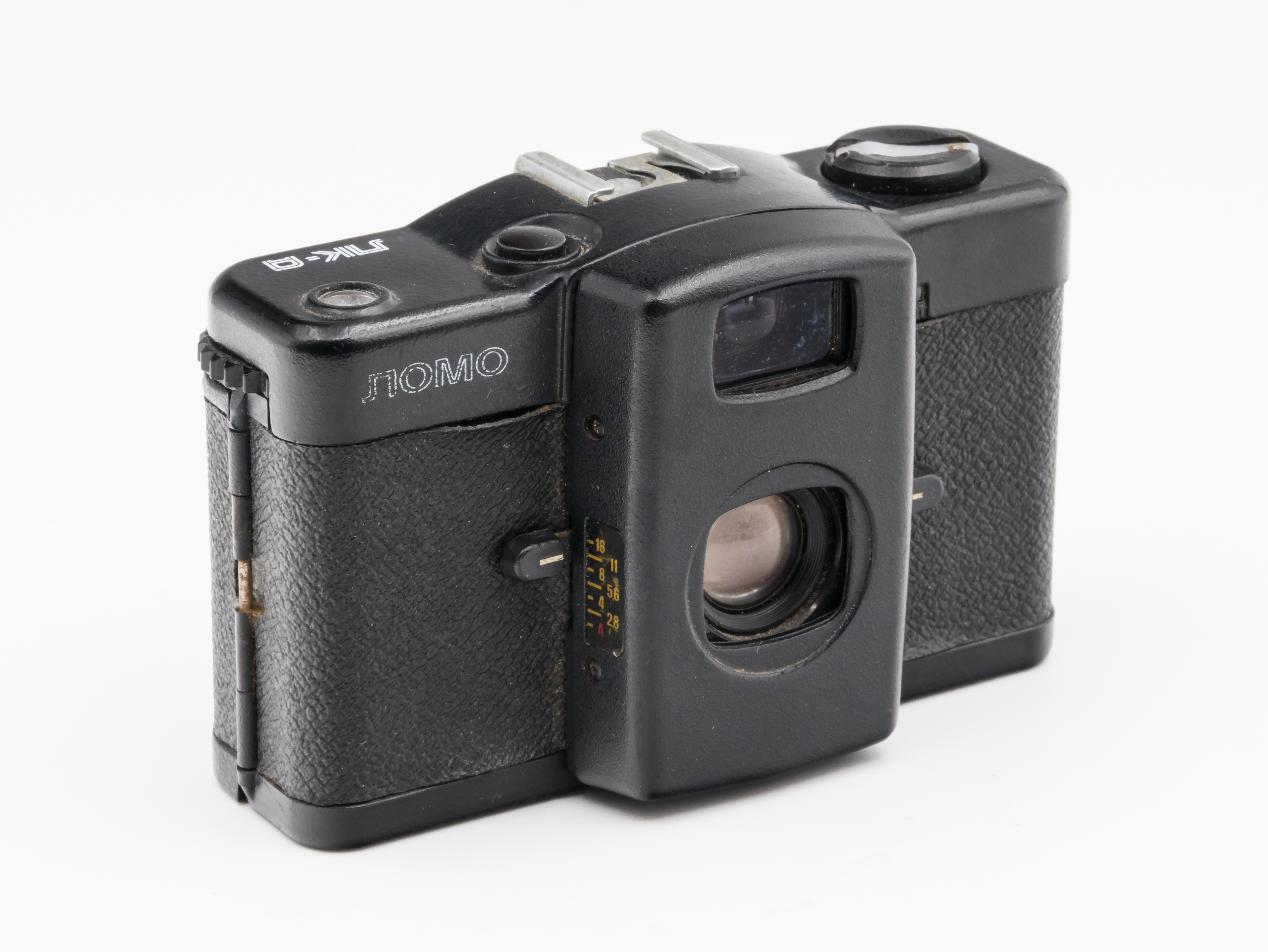
Lomo LC-A

La CX-2 utilitza dues piles LR44, mentre que la LC-A n'utilitza tres.
La CX-2 utilitza dues piles LR44, mentre que la LC-A n'utilitza tres.
El sistema de protecció de l'objectiu també és una de les diferències més destacades, la LC-A desplaça de forma vertical el protector, mentre que la CX-2 fa girar el protector 90 graus per bloquejar la càmera.

## Accessoris
A la Cosina CX-2 se li pot incorporar roscat a la part d'abaix un motor d'arrastrament per la pel·lícula, el qual funciona amb dues piles AA. En tenir la rosca universal, aquesta es pot muntar a pràcticament qualsevol trípode del mercat.
El flaix que venia de sèrie en el lot, s'anomena CX-11, té un número guia d'11 a ISO 100, la llum que dispara pot arribar fins a 2,8 metres i utilitza una pila AA.
El lot original incloïa, la Cosina CX-2, el motor d'arrastrament, la capsa del conjunt, les piles i els manuals d'instruccions.